# Bartolomeo Visconti
Bartolomeo Aicardi Visconti (San Giorgio di Lomellina, 1402 – Novara, 28 aprile 1457) è stato un vescovo cattolico italiano.
Da alcune biografie è definito anche semplicemente Bartolomeo Visconti.

## Biografia
Nato in un ramo collaterale della nobile famiglia milanese dei Visconti, Bartolomeo studiò a Pavia dove si laureò in giurisprudenza nel 1426. Intrapresa la carriera ecclesiastica e divenuto chierico, venne eletto a soli 27 anni (il 4 novembre 1429 da Martino V), vescovo di Novara.
In questa sede ebbe come proprio segretario Enea Silvio Piccolomini (futuro papa Pio II). Durante la propria carriera, fu più volte ambasciatore per conto dei Visconti e a Firenze, nel 1435, organizzò una congiura contro il pontefice che però fallì e la quale si proponeva di aderire dal 1440 allo scisma di Basilea, partecipando alla consacrazione dell'antipapa Felice V il 24 luglio 1440. Dopo essere stato creato cardinale dallo stesso antipapa, rifiutò però questa dignità nel rispetto della chiesa che lo aveva consacrato vescovo.
Alla morte di Filippo Maria Visconti, nel 1447, si schierò con Francesco Sforza, di cui divenne consigliere e segretario a partire dall'11 marzo 1450. Negli ultimi anni della sua vita divenne oratore ducale presso la Santa Sede.
Morì a Novara il 28 aprile 1457.